# 白鱀豚
白鱀豚（學名：Lipotes vexillifer）也称白鳍豚，又訛作“白暨豚”，是中國特有的一种淡水鯨，曾分布于长江中下游水系与富春江，有“长江女神”“水中大熊猫”之称。分类位置一度存在争议，曾被视为亚河豚、恆河豚等其他淡水豚类的近亲，后经全面的形态学和遗传学研究，确认其自成一科，为古老的孑遗物种。
白鱀豚通常结成小群活动，捕食小型鱼类。性情羞怯，缺少丰富而顯见的生态行为，长久以来罕为人知，20世纪后半叶以来受工业和渔业发展的严重侵害而数量锐减，1988年被中國列入国家一级保护动物，但因经济建设与生态治理之间存在难以调和的矛盾，各类危害其生存的活动始终未能遏止。因长期未得到有效保护，白鱀豚种群的衰亡态势已不可挽回，被认为是长江动物群中伴随人类发展而产生的众多牺牲品的代表，也是首个由于人为因素而走向灭绝的鲸豚类动物。
白鱀豚在1918年便已被西方学者描述，但中国学界至1978年才正式对其开展研究工作，而活体白鱀豚在当时已十分罕见。1980年一头雄性幼豚在长江交接洞庭湖口处被渔民捕获，中国科学院水生生物研究所将其饲养并取名为“淇淇”，自此成为白鱀豚相关信息的重要来源。2002年7月14日“淇淇”死亡后再无确切的白鱀豚活体记录。2006年11月6日至12月13日，中科院水生所联合多個西方国家的科研机构，组成近40人的考察团进行为期六周的“2006长江淡水豚类考察”，最终未观测到任何白鱀豚，国际学界因此认定白鱀豚功能性灭绝。2007年以后零星的目击报告和影像资料显示白鱀豚可能还有残余个体，但已不足延续种群。

## 命名
白鱀豚最早被人们记载于秦汉时期的辞书《尔雅》中，把这种动物定名为“鱀”，又称“鱁”。
鱀，是鱁。
这是因为当时对鲸类等水中哺乳动物认识不多，所以错误地把这鱀归为鱼类，造字时使用了“魚”字旁。长江沿岸的渔民百姓们则将其称为“江猪”。估計在中國曾經有5000頭之多，有長江女神、“长江美人鱼”的美称。东晋郭璞又在《尔雅注》中添注了更为详细的有关白鱀豚生活习性与形态特征的注释，并且第一次正确地把鱀分出鱼类：
鱀，䱜属也，体似鲟，尾如鱼。喙小，锐而长，齿罗生，上下相衔，鼻在额上，能作声，少肉多膏，胎生，健啖细鱼，大者长丈余。江中多有之。
北宋孔武仲作有《江豚诗》。诗中的“白鱀”就是白鱀豚，并指出它与江豚不是同一物种：
黑者江豚，白者白鱀。状异名殊，同宅大水，渊有大鱼，掠以肥己。
此外，在安徽被称为青鱀，江苏称之为白夹、江马，长江中下游的渔民一般都称之为白鱀，用以指称它的肤色比江豚浅。
1914年2月，美国青年探险家查尔斯·麦考利·霍依（英文：Charles McCauley Hoy，1897–1923）在中国洞庭湖的城陵矶水域猎获一头成年雄性白鱀豚，由此采集到了世界上第一個白鱀豚样本（仅保留了头骨和七块颈椎）。霍依根据当地渔民的口音，在样本上标注为 Pei Chi（“白旗”的谐音）。1916年样本带回美国后，华盛顿国立博物馆以75美元收购，1917年供职于该馆的美国动物学家格里特·史密斯·米勒（英文：Gerrit Smith Miller，1869–1956）对样本作了综合而详尽的研究。1918年米勒发表论文《A new river dolphin from China》（来自中国的一个淡水豚新种），结合霍依的描述（白鱀豚的背鳍露出水面时，像一个浅色的旗帜，故被中国渔民称作“白旗”），将白鱀豚命名为 Lipotes vexillifer（意為“最後遺留的舉旗者”；“Lipotes”源自希腊语“leipo”，意為“最後遺留下來的”，指白鱀豚有限的分布而言；“vexillifer”意為“舉着旗幟”），英文名则定为 Chinese river dolphin（中华江豚）。1923年霍依对他采集到的样本发表文章《The "white flag" dolphin of the Tung Ting lake》（洞庭湖里的白旗豚），刊登於《The China Journal of Science Arts》（中国科学与艺术）期刊，White-flag dolphin 便成为白鱀豚的另一英文名。
《辞海》中“鱀”字就是指白鱀豚，但由于“鱀”字在一般的字典中没有被收录所以人们平常几乎没有使用。1955年出版的《脊椎动物名称》称之为白鳍豚，但白鱀豚的鳍并非白色而是青灰色，称为白鳍豚容易发生误解，且这个名字以前也并没有使用过。1970年代末，研究白鱀豚的生物学家提出应该根据使用广泛的名称，称为白暨豚鱀?[[Category:]]。1980年代末期以后，研究论文大多对白鱀豚的名称做了改正。

## 分类
对于白鱀豚的科学分类一直存在某些争议，主要是在白鱀豚属于哪个科上意见不一致。例如《国际濒危物种红皮书》将它归为白鱀豚科（Lipotidae），而ITIS则将它归为亚河豚科（Iniidae）。
1918年米勒在比较白鱀豚和亚河豚的骨骼后，认为二者是近亲，将白鱀豚归入了亚河豚科。大多数生物学家也支持他的这个结论。1979年中国生物学家周开亚等人在比较了白鱀豚和其他淡水豚类的骨骼后，否定了米勒的结论，并建立了白鱀豚科，并得到其他一些学者的认可。Barnes 对拉河豚科的化石与白鱀豚进行对比后认为白鱀豚应属于拉河豚科的亚科，即白鱀豚亚科（Lipotinae）。而 Heyning 在进行比较解剖学研究后，把白鱀豚归为亚河豚科下的一个属。而DNA序列的测定结果则表明，亚河豚、弗西豚和白鱀豚各属于不同的科。

## 演化
古生物学家们通过化石考证，白鱀豚在第三纪中新世及上新世就已經出現在长江流域。1981年9月，中国地质學家在广西桂平发现了一块下颌骨化石片段。这件下颌骨化石属于一种古老的白鱀豚，稱為原白鱀豚（Parapontoporia）。化石记录着原白鱀豚在大约2000多万年前的古老性状，與現今的白鱀豚相比變化不大。白鱀豚依然保留着不少原白鱀豚的骨骼位置。白鱀豚之所以进化缓慢，可能是因为過去的生存競爭或環境變化較少的緣故，从而保留了祖先的古老形状，因此被称为「活化石」、「水中大熊猫」。如果不是很大的生态变迁，它是不会灭绝的。

## 分布
白鱀豚在历史上曾經广泛分布于长江流域。從三峡地区的宜昌葛洲坝上游35千米处，一直到上海附近的长江入海口，包括洞庭湖和鄱阳湖在內，全长约1700千米的江水中都有白鱀豚的分布。
但是长期以来受到人类活动的影响，其种群数量和分布区域逐渐缩小。长江流域居住着3亿多的人口，相当于全世界5%，他们的江畔活动形成了白鱀豚数量下降的第一大原因。20世纪人们所收集到的白鱀豚标本中，有92%都是來自人为缘故所造成的死亡。到了1990年代，白鱀豚在洞庭湖与鄱阳湖湖区已经绝迹。在长江江水中分布范围的上限也已移至葛洲坝下游170千米处的荆州附近。其下限缩减更为严重，到南京附近就已踪迹罕至。在1997年至1999年的观测中，在南京下游临近的江阴以下就从未再有发现。
2000年至2004年的几次观测中，其分布主要限于长江流域洞庭湖至铜陵段。其中主要聚集在铜陵段、鄱阳湖段和洪湖段3個區域。最后一次在野外发现白鱀豚，是2004年在长江南京段发现的一头搁浅死去的屍體。
2007年8月19日，铜陵一市民在长江岸边目击到一头神秘动物并摄下录像，据中国科学院水生动物研究所专家判定为白鱀豚，但是这一发现也没有改变科学界对白鱀豚可能已经灭绝的断定。之后在2011年8月25日的湖北洪湖亦有市民目擊到疑似白鱀豚，但长江新螺段白鱀豚国家级自然保护区技术人员實地查看後，並無结果。

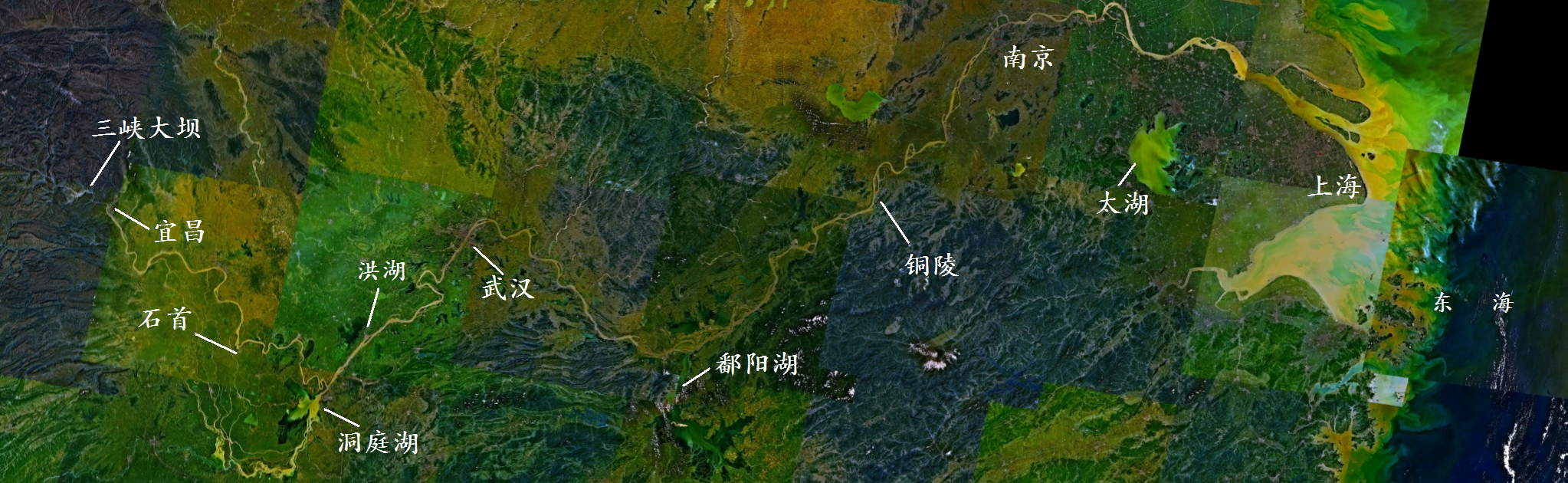
长江中下游卫星图，圖中顯示了白鱀豚的棲息區域。

## 生理构造

### 外部型態
白鱀豚身体大致呈流线型，軀幹部分為纺锤狀。成年白鱀豚体长大約1.4至2.5公尺，体重則大約135至230公斤。雄性體型略小于雌性。至2006年为止，已发现的雌性最大体长為2.53公尺，最大体重為237公斤；而已发现的最大的雄性体长為2.16公尺，最大体重125公斤。
白鱀豚的皮肤光滑且富有弹性，作用与竞赛式泳衣的尼龙织料相同。能够减少在水中快速游动时，身躯周围产生的湍流。牠的尾鳍分为两叉，扁平宽阔且与水面平行，上下摆动时可以推动身躯前进。而两側的胸鳍呈扁平的手掌状。背中部长出的背鳍則是一个低矮的等腰三角形。
四個鳍给白鱀豚提供了方向与平衡的控制，加上光滑有弹性的皮肤，以及流线型的身躯，白鱀豚在逃避危险的情况下可达速度可達時速80公里。不過牠的游速顺流一般只有7.5–9.7千米，逆流2.7–4.9千米，这是白鱀豚体内生物能量所能保持的最佳游速。

### 體色
新生幼体体色略深，成年白鱀豚一般背面呈浅青灰色，腹面呈洁白色。水平伸展的鳍肢和尾鳍上下两面分别与背面和腹面同色，这样的颜色分布恰好与环境颜色相符。当由水面上向下看时，背部的青灰色和江水混为一体。当由水面下向上看时，白色的腹部和水面反射的强光颜色相近。這種使其他動物難以辨認的體色稱為反荫蔽保護色，使得白鱀豚在接近敌害或猎物时能夠不被察覺。

### 牙齒構造與呼吸孔
白鱀豚吻突狭长，呈喙状，伸向前方约30公分左右。其牙齿為圓錐狀，縝密排布于上下几乎等长的颔的两側。每侧分别各有牙齿31至36颗，总共约有130多颗同型齿。
白鱀豚的呼吸孔（或稱“鼻孔”）位于头顶的左上方，呈小而长的圆形，孔缘有活瓣，可以自由開閉。出水时鼻孔开启，換氣后便闭紧潜水。日常活动方式为潜水游泳和出水呼吸的交替进行，通常会每隔10至30秒突出水面换气一次，在换气过程中会发出“噗哧噗哧”的响声。在受到惊吓或感觉有危险的特殊情况下，白鱀豚可在水下保持200多秒不進行呼吸。正常情况下，呼吸频率为109–150次/小时。

### 感官與發聲構造
白鱀豚的眼睛位于嘴角的后上方，小似绿豆。因为白鱀豚长期生存于长江的浊水中，它的视觉退化严重。外耳已经消失，耳孔仍存在，但小似针眼并且闭塞不通。虽然白鱀豚的耳孔小，但是它的听觉却十分灵敏。
白鱀豚的前额呈圆形，向前隆起。形狀與照相机中聚焦的透镜相似，被称为“额隆”，是白鱀豚发音器官最重要的部分。白鱀豚的上呼吸道有一个形似鹅头的喉咙，但是因为生存于水中靠水发音，所以并没有陆地动物在空气中发音所需要的声带。此外上呼吸道另外有三对独特的气囊，可能是它的发声部位。
用特制的水听器，可以听到白鱀豚发出的“的答”“嘎嘎”等数十种不同的声音。时常发出的声音可归为两类：一类是“滴答”声，频率为8至160千赫，起着探测目标的作用。另一类是哨叫声，频率稳定于6千赫，是白鱀豚之间的通讯联络信号。这种信号具有良好的绕射传导能力，适应于泥沙较多的长江水域。
白鱀豚在水中主要以发射声纳並接收信号的回声定位方式来识别物体。发出的声音常为两声一对，发出声音后会安静地等待回声，从而辨出自己与产生回声的阻碍物体的距离和大小，并且考虑是否游向目标。波长越宽物体越大，信号越强物体越近。这时它又会发出新的一对信号，稍候又安静一阵等待回声。第二次回声收到后，它便可以分析出目标游动的方向与速度。回声愈来愈密麻说明物体在靠近，愈来愈疏稀说明物体在远移。白鱀豚就这样用它独特的声纳系统，在污浊的江水中捕捉食物。

### 大腦活動
白鱀豚的大脑面积要比海豚的大。大脑的重量约占总体重的0.5%。平均一隻重95公斤的雄性白鱀豚，大脑重470公克，这等重量已接近大猩猩与黑猩猩的大脑重量。甚至某些学者认为白鱀豚比黑猩猩或长臂猿还要聪明。
哺乳动物大脑需要在使用一段时间后进入睡眠狀態，才可以在觉醒后正常地运作，而鲸类動物，包含白鱀豚在内，有着独特的大脑系统，可以使大脑的一半休息，另一半醒觉。成熟的白鱀豚的大脑每天有7至8小时（近似成人睡觉习惯）属于半睡半醒状态，其余时间全脑觉醒。半睡半醒状态下，白鱀豚会保持時速1至5公里的度在水面漂浮。白鱀豚跟其他的哺乳动物一样能够做梦。
白鱀豚作为哺乳动物，与人类一样需要给身体中的血液不停地供给氧气。在水中生活的鲸目水生不如同陆地哺乳动物可以由小腦控制不自主呼吸，它们所有的呼吸均是需大脑反应的自主呼吸。因此呼吸时必须在神志清醒的状态下进行，如果某鲸目動物受驚嚇而傷害等原因而失去了知觉，那么便会沉到水底。在豚体血液内所剩氧气使用完毕后，就會进入脑死状态。所以在水中溺死是老弱白鱀豚的正常死亡方式。

## 生活习性
白鱀豚生性胆小，很容易受到惊吓，一般会远离船只，人类很难接近，加之其种群数量很少，活动区域较为广阔，所以在野生状态下对白鱀豚生活习性的研究十分有限。
白鱀豚一般为群居，但群居特性远不及与其同属鲸目的海豚明显，单个种群数量一般在3至4头左右，多可达9至16头，但也经常发现个别白鱀豚单独行动。群居的白鱀豚一般有一只成年或老年的大个体豚引路，中间是幼豚，后面是青壮年豚。白鱀豚经常活动于河流交汇处，尤其喜欢在河流冲积的浅滩区活动，常见其与江豚一起嬉戏。同其他江豚一样，白鱀豚一般主要在白天活动，尤其以清晨和午后最为活跃，经常是几只白鱀豚排成一线，在浅水中以每隔10秒至30秒的间隔频频出水换气，急速前进，最快可达每小时80千米。其他时间里，白鱀豚相对安静，一般常在深水中缓慢游动，换气的时间间隔也随之变长，最长可达200秒。在夜间，白鱀豚经常栖息于深水的漩涡中休息，有时会持续在同一地点长达5至6小时。
白鱀豚是食肉动物，可捕食长江中下流域中的多种淡水鱼类，但一般以体长不超过6.5厘米的小鱼为主，主要对象为草鱼、青鱼、鳙鱼和鲢鱼。群居的白鱀豚集体捕食。它用它的牙齿将小鱼的头部狠狠地咬住于颔侧，然后再囫囵吞下，直接吞食，并不咀嚼。食量很大，日摄食量可占总体重的10%至12%。

## 繁殖
白鱀豚与大部分哺乳动物一样是胎生。寿命大约30岁。根据解剖研究的结果，雄性白鱀豚0–4岁为幼年，4岁达到性成熟，4–12岁为壮年，12–20岁为成年。而雌兽则相对晚一些，在6岁才达到性成熟。雄性的发情期每年普遍在3至6月和10至12月分别有两次。这期间雄兽肤色发紫红（红+灰），不耐烦地时常突水换气；雌性的怀孕率在每隔一年的2至4月达到最高点。
白鱀豚的自然繁殖率比鲸目的其他物种还要低。野生状态下，成年白鱀豚雌雄比例为1:1。雌性只有30%个体成熟，成熟个体中只有30%能怀孕。雌性怀孕会持续10至12个月，每胎生下一仔，但偶尔会有双胞胎。新生的幼小白鱀豚一般体长80至90厘米，体色要比成熟的豚体体色深。主要依靠母豚带游。母豚长有乳裂，哺乳时乳房从乳裂中伸出。小豚会被母亲哺乳8至20月。
在人工饲养环境下，由于长期独居，雄性白鱀豚在发情期会进行腹部贴池底、贴池壁和阴茎外露等性自慰的行为。白鱀豚的交配方式，野外观察的结果是雄豚先躺到雌豚背上，然后雌豚侧转身体，雌雄豚相互侧身，头、腹部和尾相对，向水下猛扎，又同时起水呼吸。但是野外观察受到自然状况的限制，不容易分清雌雄。而通过对人工饲养环境下雄性白鱀豚的性自慰行为的观察，有学者指出雄性白鱀豚交配时很可能是在雌豚上面，但是否受到人工环境的影响而发生了改变则不得而知。

## 研究
明、清时期关于白鱀豚的记载丰富详尽。李时珍的《本草纲目》，方旭的《虫荟》和杨承禧的《湖北通志》均描述到了白鱀豚的地域分布、资源数量和其捕捞与利用。
1923年霍依对他发现的白鱀豚标本发表了一篇文章，并刊登于《中国科学与艺术》杂志上，引起了水生届学者的关注。霍依和米勒是中国国外对白鱀豚进行科学研究最早的人士，霍依带到美国的白鱀豚标本也是中国国境外唯一的一个完整的白鱀豚骨架标本，现由美国首都华盛顿的国立博物馆收藏。20世纪30年代直至20世纪70年代末，由于战乱、资金有限等种种原因，水生界学者没有对白鱀豚做很多的研究。
1978年9月中国科学院召开了中国首次“白鱀豚科研工作会议”。由中科院水生生物研究所、声学研究所、生物物理研究所和南京师范学院生物系集体落实了从形态学、生态学、生物声学、行为生物学与资源保护的角度进行针对白鱀豚的研究工作。第二次“白鱀豚科研工作会议”于1979年12月召开。各个科研协作组交流了一年来的科研成果，同时也有一些来自法国和瑞士的豚类专家参与会议。直至1980年捕捉到淇淇前，学者们对白鱀豚进行的研究均为原位工作，可谓“纸上谈兵”。
1980年前，学者对白鱀豚的研究主要基于一些收集到的白鱀豚骨架标本。截止1997年的统计数据，全球收藏的白鱀豚标本也只有41只。白鱀豚的标本因为数量极少，与其深厚的科学研究价值（在捕捉到淇淇前也是研究白鱀豚的主要材料），尤其珍贵。截至2007年初，中华人民共和国境外仅有美国的国立博物馆（华盛顿）、自然历史博物馆（纽约）和英国的自然历史博物馆（南甘辛顿）藏有白鱀豚的骨骼标本。

### 人工饲养
| 昵称                | 性别 | 捕获时间和捕获时的年龄 | 捕获地点                          | 捕获时的体长和体重                         | 饲养或放养单位（地点）                    | 养护期限和养护下的存活时间     |
| ------------------- | ---- | ---------------------- | --------------------------------- | ------------------------------------------ | ----------------------------------------- | ------------------------------ |
| 科研机构池养（6头） |      |                        |                                   |                                            |                                           |                                |
| 淇淇                | 雄   | 1980/1/11，1岁         | 搁浅于城陵矶江段 靠近洞庭湖口处   | 1.43米（一说1.47米）， 36.5千克            | 中国科学院水生生物研究所 （武汉）         | 1980/1/12–2002/7/14 22.5年     |
| 苏苏                | 雌   | 1981/3/3，3–5岁        | 搁浅于江苏太仓 鹿鸣泾河口附近江滩 | 1.82米，55千克                             | 南京师范学院生物系 （南京）               | 1981/3/6–1981/3/20 14天        |
| 容容                | 雄   | 1981/4/20，2–3岁       | 搁浅于湖南华容江滩                | 1.51米，59.3千克                           | 中科院水生所                              | 1981/4/22–1982/2/3 288天       |
| 江江                | 雄   | 1981/12/7，3岁         | 江苏镇江谏壁江段                  | 1.74米，66.5千克                           | 江苏省淡水水产研究所 南京总所（南京）     | 1981/12/7–1982/4/16 129天      |
| 联联                | 雄   | 1986/3/31，15岁        | 城陵矶江段靠近 洞庭湖口处         | 2.03米，100千克 （一说2.07米，110.75千克） | 中科院水生所                              | 1986/3/31–1986/6/14 76天       |
| 珍珍                | 雌   | 1986/3/31，2岁         | 城陵矶江段靠近 洞庭湖口处         | 1.5米，57.5千克 （一说1.52米，59千克）     | 中科院水生所                              | 1986/3/31–1988/9/27 2.5年      |
| 保护区放养（1头）   |      |                        |                                   |                                            |                                           |                                |
| 峡峡                | 雌   | 1995/12/19，10岁以上   | 湖北石首礁家铺江段                | 2.29米，150千克                            | 长江天鹅洲白鱀豚国家级 自然保护区（石首） | 1995/12/19–1996/6/23？ 约187天 |

## 保护状况
1978年，中國科學院建立淡水海豚研究中心，作為武漢水生生物研究所的其中一部門，執行白鱀豚的相關研究。1992年，白鱀豚成为中国第四届大学生运动会的吉祥物，白鱀豚的保护也越来越受到普通民众的关注。至1993年，中国在湖北洪湖市新滩口到螺山江段建立了新螺江自然保护区，实行迁地保护；在石首市建立天鹅洲自然保护区，实行原地保护；在安徽铜陵建立白鱀豚养护场，进行人工饲养繁殖。1996年12月25日，中国第一个以水生动物为保护对象的基金会，武汉白鱀豚保护基金会正式成立。2006年12月13日，白鱀豚专家们宣布白鱀豚已经功能性灭绝，即使还有少数个体存在，個體數目也不足以維持族群的繁衍。

### 数量急降年表
白鱀豚的数量在1984年以前约有400头，但是到了1995年已经不到100头。
白鱀豚目前现存数量很难估计，一般认为目前已经绝灭，或仅有数只个体存活。
- 1970年代：世界自然保护联盟将白鱀豚物种列为“数据缺乏（DD）”状态
- 1979年：中华人民共和国水生保护单位将白鱀豚列入中国瀕危物種红皮书，成为国家一级保护动物
- 1983年：立法規定狩獵白鱀豚乃違法
- 1984年：白鱀豚的保护工作被中国各大报刊刊登，引起了广大读者的重视，得到了“水中珍兽”的美称
- 1986年：宏观估计总数不及300头；世界自然保护联盟将白鱀豚物种改为“濒危（EN）”状态
- 1990年：宏观估计总数不及200头
- 1996年：世界自然保护联盟将白鱀豚物种提升为“极危（CR）”状态
- 1997年：年度考察中发现23头，宏观估计总数不及50头
- 1998年：年度考察中所发现的数量只剩7头，宏观估计总数不及15头
- 2002年7月14日：淇淇，人工饲养下的最后一头白鱀豚，在中科院水生所白鱀豚馆中去世，提取并保存其脱氧核糖核酸（DNA）后，将它的身体做成了标本
- 2004年：在长江南京段发现了一头因搁浅而死亡的白鱀豚，这同时也是最后一次在野外发现白鱀豚
- 2006年12月4日：为时六周的长江淡水豚类考察结束，没有发现任何白鱀豚
- 2006年12月13日：参与2006年度长江淡水豚类考察的白鱀豚专家们宣布白鱀豚物种可能已经灭绝，即使还有少数个体存在，也不能保持种群成功地繁衍。但中国学者提出根据惯例，要在野外50年未观测到活体才能宣布为灭绝物种，并且强调在当前情况下不宜宣布白鱀豚为灭绝物种。

### 濒危原因
白鱀豚数量的逐年减少，主要有其自身繁殖能力较差和长江流域人类活动较多两方面的原因。白鱀豚所属的鲸类多数早在数万年前迁入海洋的咸水中生存去了，停留在地球各地的淡水流域中生存的鲸目淡水豚类种群数均小，其中至今剩余的五种淡水豚均是濒危物种。此外，根据遗传学的研究发现，白鱀豚的遗传多样性很低，这也加剧了灭绝的速度。科学家为此曾提出迁地保护的建议。
由于围湖造田减少了湖泊面积，修坝阻隔了鱼类江湖间洄游，以及长江水污染的加剧，长江里许多被白鱀豚食取的鱼类严重不足，破坏了白鱀豚的生存空间，对其种群生存产生了严重威胁。
长江流域的渔民的捕鱼也导致了白鱀豚的死亡。白鱀豚身躯大，入了渔民为捕捞江中小鱼而设下的渔网，会不断地挣扎，使渔网乱杂，很难再及时从渔网中救出。还有不少渔民为了增加捕获量而采用违法式的捕鱼方法，如迷魂阵、电打鱼，偶尔白鱀豚会不料落于网中死去，对白鱀豚豚群有着直接的伤害。
长江之上过度繁忙的水上运输、河水的严重污染以及大量水利工程的建设，都在威胁着白鱀豚的生存环境，尤其是各种人类活动造成的噪音污染，对依靠声纳系统进行辨别定位的白鱀豚更是有很大的影响，许多白鱀豚更是葬身于轮船的螺旋桨。长江是中国各水道中最重要的一支，年均运船量数不可计，装备螺旋桨的船只也是成千上万，很容易导致白鱀豚触撞螺旋桨产生意外伤亡。白鱀豚个体小，肤色淡灰淡白，不明显，在透视度不足一米污浊的长江江水中极其难寻辨。在建设大型水利工程或在清除水道轰炸山石时也有几次发现到了被石头压死的白鱀豚。
人类捕捉也是白鱀豚濒临灭绝的一个原因。中国在大跃进时期曾经设立了生产皮包的工厂，所用原料就是江豚的皮（其中可能有白鱀豚的皮），但是不久后便被关闭。尽管1980年代之后保护措施不断加强，但偷猎或误猎现象仍时有发生，许多白鱀豚不敌人类先进的捕捞设备，葬身于此。
三峡大坝修建于长江的上游出口处，不在白鱀豚的栖息范围内，没有对白鱀豚产生直接的影响。因为约50%的白鱀豚是在由湖北省石首县长江流域的弯曲河段与武汉市上游弯曲分汉河段组成的大回水区中栖息。当三峡水库在长江上游蓄水时，这个大回水区会向长江上游方向移动，灵敏的白鱀豚豚群也会同样的跟着向上游移动；当三峡水库在长江上游泄水时，大回水区的河床受到冲刷，大回水区会向长江下游方向移动，豚群也会同样的跟着向下游移动。一般来说，白鱀豚是可以适应大回水区每年季节性的移动，但是像三峡工程建成的大规模大坝，并不是按照自然的雨季旱季规律蓄泄库水，泄水时水量又是有多有少。水生学家因此担心白鱀豚会一时不适应大回水区无规律的变动。学者提出的最严重的估计是大回水区可能向长江下游迁移150千米左右，不如正常范围的十分之一。
另一方面，三峡大坝修建后，上游水上航运的条件便得到改善，可以航行更大船只，意味着用更少的船只就可以做到以前的运输量，超庞大的水库也增加了鱼类的活动范围，对下游的豚类可能会有帮助。近年铁路和公路运输发达，下游很多航班都已经被取消，白鱀豚与船只的螺旋桨触撞而导致意外伤亡的可能性也随之减少，白鱀豚死亡的主因应该是污染。
葛洲坝的修建也造成了白鱀豚分布区下移，分布密度降低。

## 文化影响
在中国的古代文学中，白鱀豚常常当作美丽善良的象征。例如清朝蒲松龄的《聊斋志异》中有慕生与白秋练相爱的故事，其中白秋练就是由白鱼精所变成的女子，心地善良。白秋练就是白鱀豚的化身。